# Дулово (община)
Дулово (болг. Община Дулово) — община в Болгарии. Входит в состав Силистренской области. Население составляет 38 559 человек (на 21.07.05 г.).

## Состав общины
В состав общины входят следующие населённые пункты:
1. Боил
2. Водно
3. Вокил
4. Вырбино
5. Грынчарово
6. Долец
7. Дулово
8. Златоклас
9. Козяк
10. Колобыр
11. Межден
12. Овен
13. Окорш
14. Орешене
15. Паисиево
16. Полковник-Таслаково
17. Поройно
18. Правда
19. Прохлада
20. Раздел
21. Руйно
22. Секулово
23. Скала
24. Черковна
25. Черник
26. Чернолик
27. Яребица